# Andretti Bain
Andretti Bain (Nassau, 1º dicembre 1985) è un velocista bahamense specializzato nei 400 metri piani.

## Palmarès
| Anno | Manifestazione          | Sede           | Evento      | Risultato  | Prestazione | Note |
| ---- | ----------------------- | -------------- | ----------- | ---------- | ----------- | ---- |
| 2007 | Giochi panamericani     | Rio de Janeiro | 4×400 m     | Oro        | 3'01"94     |      |
| 2008 | Campionati CAC          | Cali           | 4×400 m     | Argento    | 3'02"48     |      |
| 2008 | Giochi olimpici         | Pechino        | 400 m piani | Semifinale | 45"52       |      |
| 2008 | Giochi olimpici         | Pechino        | 4×400 m     | Argento    | 2'58"03     |      |
| 2009 | Campionati CAC          | L'Avana        | 400 m piani | Batteria   | 47"23       |      |
| 2009 | Campionati CAC          | L'Avana        | 4×400 m     | 4º         | 3'05"00     |      |
| 2010 | Mondiali indoor         | Doha           | 4×400 m     | Finale     | dnf         |      |
| 2010 | Giochi CAC              | Mayagüez       | 400 m piani | 4º         | 45"51       |      |
| 2010 | Giochi CAC              | Mayagüez       | 4×400 m     | Argento    | 3'01"82     |      |
| 2010 | Giochi del Commonwealth | Delhi          | 400 m piani | Semifinale | 46"18       |      |
| 2010 | Giochi del Commonwealth | Delhi          | 4x400 m     | 4º         | 3'04"35     |      |
| 2014 | Mondiali indoor         | Sopot          | 4×400 m     | Batteria   | 3'09"79     |      |
| 2014 | World Relays            | Nassau         | 4×200 m     | 6º         | 1'23"19     |      |
| 2014 | Giochi del Commonwealth | Glasgow        | 4×400 m     | Argento    | 3'00"51     |      |
| 2015 | World Relays            | Nassau         | 4×200 m     | 5º         | 1'22"91     |      |
| 2015 | Giochi panamericani     | Toronto        | 4×400 m     | 4º         | 3'00"34     |      |
| 2015 | Campionati NACAC        | San José       | 400 m piani | Semifinale | 46"81       |      |
| 2017 | IAAF World Relays       | Nassau         | 4×400 m     | 13º        | 3'08"29     |      |